# 러셀 제도

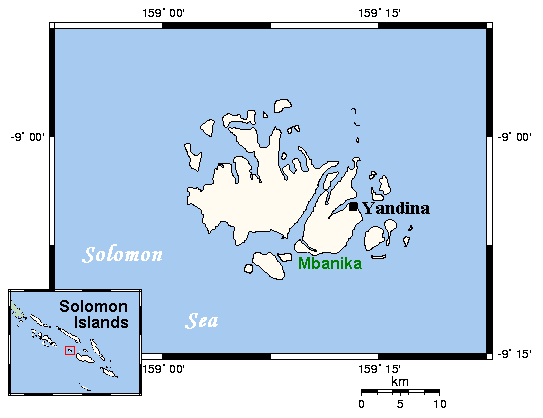
러셀 제도

러셀 제도(Russell Islands)는 과달카날섬에서 북서쪽으로 약 48km 정도 떨어진 곳에 위치한 섬으로, 2개의 작은 섬으로 구성된 제도이다. 행정 구역상으로는 중부 주에 속하며 화산 활동으로 인해 형성된 섬이다.